# Frédéric Munié
 (avril 2010).
Si vous disposez d'ouvrages ou d'articles de référence ou si vous connaissez des sites web de qualité traitant du thème abordé ici, merci de compléter l'article en donnant les références utiles à sa vérifiabilité et en les liant à la section « Notes et références ».
Frédéric Munié, né le 26 juin 1897 à Bruxelles et mort en 1964, est un acteur français de théâtre et de cinéma actif de 1931 à 1948.

## Biographie
Enfant de la balle, il est le fils de Frédéric Munié (Paris 1857-1935), et le petit-fils d'Alexandre Munié (Paris 1821-1878), qui furent tous deux acteurs et administrateurs de théâtre. Frédéric Munié débuta également comme comédien dans le théâtre que dirigeait son père à Bruxelles avant de venir s'installer avec lui à Paris après la Première Guerre mondiale.
Sa première apparition à l'écran coïncide avec l'arrivée du cinéma parlant en France et le retrait de son père des scènes de théâtre à la même époque. Il y fera une courte carrière, interrompue par la seconde guerre mondiale, qui s'achèvera avec un dernier rôle dans Les Dernières vacances, un film de Roger Leenhardt sorti en mars 1948. Deux mois plus tard, il monte une dernière fois sur scène au théâtre de la Potinière. On ignore ce qu'il est devenu après cette date. Il avait alors 51 ans.

## Carrière au cinéma
comme acteur
- 1931 : Un soir, au front, d'Alexandre Ryder : le vaguemestre
- 1932 : Les Gaietés de l'escadron, de Maurice Tourneur : le sous-lieutenant Mousseret
- 1932 : La Tête d'un homme, de Julien Duvivier : l'avocat
- 1933 : La Robe rouge de Jean de Marguenat : Maître Ardeuil[8]
- 1946 : Pas si bête, d'André Berthomieu
- 1947 : Par la fenêtre, de Gilles Grangier
- 1948 : Le Mystère Barton, de Charles Spaak
- 1948 : La Veuve et l'Innocent, d'André Cerf
- 1948 : Les Dernières Vacances, de Roger Leenhardt : Édouard

comme assistant-réalisateur
- 1933 : Berlingot, court-métrage d'Edmond T. Gréville[9]
- 1936 : Agence Security, court-métrage d'Edmond T. Gréville.

## Carrière au théâtre
- 1930 : Poil de Carotte, comédie en un acte de Jules Renard adaptée de son roman par lui-même avec la collaboration d'André Antoine, au théâtre de l'Alhambra de Lille (mai) : M. Lepic[10]
- 1930 : L'Heure du berger, comédie en trois actes d'Édouard Bourdet, au théâtre de l'Alhambra de Lille (mai) : Tonio
- 1932 : La Retraite, pièce en quatre actes de Franz Adam Beyerlein, au théâtre de l'Ambigu (mars) : le lieutenant de Lauffen[11]
- 1933 : Le Moulin de la Galette, pièce en quatre actes d'André Pascal, mise en scène d'Henri Rollan, au théâtre Antoine (18 janvier) : Couturier[12]
- 1935 : Le Manteau de loutre, comédie en un acte de Léon Néel, au théâtre des Deux-Masques (23 mars)[13]
- 1935 : Cendrillon, pièce en trois actes de Jean Renouard, musique de scène de Jacques Thiérac, réalisation d'André Alléhaut, diffusée sur Le Poste Parisien (11 juillet) : le courtisan
- 1935 : Le Baiser, comédie en un acte en vers de Théodore de Banville et Les Romanesques, comédie en trois actes en vers d'Edmond Rostand, au théâtre du Lac de la Maison de retraite des artistes de Couilly-Pont-aux-Dames (11 août)
- 1948 : P.i.f. ! P.a.f. ! (P'lan 'I'ntermédiaire 'F'inancier 'P'our l''A'ssainissement du F'ranc), comédie satirique d'actualité en trois actes de Gisèle Andréault, mise en scène de Roland Armontel, au théâtre de la Potinière (29 mai)[14],[15].